# Trường Đại học Quốc phòng Cuba
Trường Đại học Quốc phòng Cuba (tiếng Tây Ban Nha: Colegio de Defensa Nacional de Cuba, CODEN) là một học viện quân sự của Lực lượng Vũ trang Cách mạng Cuba đặt tại Havana và là trung tâm giáo dục đại học thuộc Bộ các Lực lượng Vũ trang Cách mạng (MINFAR). Trường này dưới sự lãnh đạo của Chuẩn tướng Manuel de Jesús Rey Soberón.

## Tổng quan
Nó được thành lập vào ngày 30 tháng 10 năm 1990 và chịu trách nhiệm về giáo dục sau đại học của quân đội Cuba. Trong số các chức năng của CODEN là chỉ đạo và phát triển quá trình giáo dục về chuyên ngành An ninh và Quốc phòng. Nhiều học sinh của trường đến từ Trường Trung ương Nico Lopez của Đảng Cộng sản Cuba. Vào thời điểm thành lập, nó được mô phỏng theo Trường Đại học Quân đội Canada ở Toronto và cung cấp chương trình giảng dạy tương tự như của Đại học Quốc phòng Hoa Kỳ tại Fort McNair. Đây là cấp độ cao hơn đầu tiên của MINFAR nhận được trạng thái chứng nhận do Ủy ban Kiểm định Quốc gia trực thuộc Bộ Giáo dục Đại học cấp. CODEN hiện đang quản lý 15 chương trình nghiên cứu sau đại học. Giảng viên của trường này bao gồm các quan chức quân sự cũng như các giáo sư dân sự. Trong số những vị khách nổi tiếng đến thăm trường này có Bộ trưởng Quốc phòng Leopoldo Cintra Frías, Tổng Tham mưu trưởng Álvaro López Miera và Đại sứ Iran Kambiz Sheikh Hassani. Gần năm nghìn thường dân và binh lính Cuba đã tốt nghiệp CODEN kể từ khi thành lập trường.

## Cựu sinh viên tiêu biểu
- Gil Ramón González González, Thứ trưởng Bộ Giáo dục Đại học hiện nay[8]
- Đại tá Marino Alberto Murillo Jorge, Trưởng ban Thường trực về Thực hiện và Phát triển Cải thiện mô hình kinh tế và xã hội[9]